# Arcturus (sastav)
Arcturus je norveški sastav avangardnog metala osnovan 1991. Nazvan je po Arkturu (u prijevodu Medvjed čuvar), behenijskoj fiksnoj zvijezdi.

## Biografija
Arcturus je objavio pet studijskih albuma. Poznat je po glazbenom eksperimentiranju u kojem se očituju utjecaji i elementi cjelokupna glazbenog spektra, uključujući black metal i klasičnu glazbu, no i dalje se klasificira kao metal-grupa.

### Početci (1993. – 2003.)
Prvotna postava promijenila se nakon što je vokalist i basist Marius Vold (bivši član Thornsa) izbačen iz sastava. Skupina se potom počela klasificirati kao black metal-supergrupa: činili su je pjevač Kristoffer "Garm" Rygg, gitarist Carl August Tidemann, basist Skoll i dva druga izvorna člana: bubnjar Hellhammer i klavijaturist Steinar Sverd Johnsen (koji je glavni skladatelj pjesama). Godine 1994. Samoth je svirao gitaru na EP-u Constellation, a objavila ga je njegova izdavačka kuća Nocturnal Art.

### Doba nakon Garma (2003. – 2007.)
Nakon rada na trima studijskim albumima Rygg napušta sastav. Zamjenjuje ga Øyvind Hægeland iz grupe Spiral Architect. Øyvind je nastupao uživo s Arcturusom, ali se nije pojavio ni na jednom njegovu albumu. Dana 5. siječnja 2005. članovi skupine komentirali su da se Øyvind preselio predaleko i da zbog toga više nije mogao biti stalan član grupe, pa ju je zato napustio. Zamijenio ga je Simen "ICS Vortex" Hestnæs, koji je prethodno pjevao na trima Arcturusovim pjesmama ("Master of Disguise", "The Chaos Path" i "Painting My Horror") na albumu La Masquerade Infernale. Nakon što je Carl August Tidemann napustio grupu, njegovo je mjesto zauzeo Knut Magne Valle. Godine 2003. Tore Moren priključio se sastavu kao drugi gitarist za nastupe i naposljetku je postao njegov punopravni član. Knut i Tore otada naizmjence sviraju glavnu gitaru; Knut svira gitaru sa sedam žica, a Tore standardnu gitaru.

### Raspad sastava (2007.)
Dana 16. travnja 2007. objavljeno je da se članovi sastava razilaze, a više je pojedinosti o raspadu objavljeno u službenom izvještaju dan poslije. To je priopćenje potvrdilo glasine koje su kružile nakon Arcturusova koncerta u Melbourneu, posljednjem na australskoj turneji, na kojem je ICS Vortex na početku koncerta publici rekao: "Dobro došli na posljednji Arcturusov koncert – ikad." U priopćenju je rečeno i da je raspuštanje skupine "odluka oko koje smo se davno složili" te da zbog svakodnevnih "stvari" u karijerama i privatnim životima članovi više nemaju "vremena za daljnji rad u ovoj skupini". Izvještaj je završio rečenicom posvećenom obožavateljima: "Pokorni smo i zahvalni svim ljudima koji su nas podržavali i voljeli tijekom svih ovih godina."

### Ponovno okupljanje (2011. – danas)
Na internetu su počele kružiti glasine o tome da bi se Arcturus mogao ponovno okupiti i da bi mu se mogao vratiti Garm. Hellhammer, bubnjar sastava, potvrdio je da je ponovno okupljanje Arcturusa neizbježno i da je Garm zainteresiran za sudjelovanje. Garm je poslije na svojoj stranici na Facebooku izjavio da zapravo nije zainteresiran za projekt. 
Osim toga, ICS Vortex na jednom je blogu spomenuo da namjerava uskrisiti "jedan sastav ili njih tri" ubrzo nakon odlaska iz Dimmu Borgira.
ICS Vortex potvrdio je da će se Arcturus ponovno okupiti na festivalu ProgPower USA 2011. Izjavio je: "Dragi čudaci! Godine 2011. ProgPower USA bit će domaćin prvog Arcturusova koncerta u pet godina. Ovo je naš prvi nastup u SAD-u, a s obzirom na to da smo svi retardirani, vjerojatno i posljednji." Nastup je poslije otkazan zbog "hibernacijske bolesti" i "zastarjelih dijelova".
Arcturus je trebao održati prvi povratnički nastup na Avant-Garde Nightu vol. 2 u Poljskoj, no i taj je koncert naposljetku otkazan. Održao je koncert 9. rujna 2011. u KICK Nattklubb & Sceneu u norveškom Kristiansandu.
U intervjuu koji je objavio internetski časopis Lords of Metal ICS Vortex izjavio je da Arcturus trenutačno radi na novom albumu.
Godine 2012. nastupio je na Inferno Metal Festivalu, Hellfest Summer Open Airu, O2 Academyju te Islingtonskom i Eindhovenskom Metal Meetingu.
Dana 11. travnja 2014. Arcturus je u objavi na Facebooku službeno potvrdio da snima vokale za novi album. Dana 10. listopada iste godine sastav je na Facebooku poručio da je ICS Vortex snimio vokale za album.
Dana 15. studenoga 2014. potvrđeno je da će Arcturus nastupiti na Maryland Deathfestu 2015. u Baltimoreu.
Nakon mnogo govorkanja među obožavateljima 26. veljače 2015. napokon je objavljeno da je Arcturus potpisao novi ugovor s njemačkom izavačkom kućom Prophecy Productions i da će 8. svibnja izdati novi album Arcturian. Izdavačka je kuća komentirala: "Arcturus je legendaran. Od ranih dana nema premca u kreativnosti, glazbeničkim sposobnostima i umjetničkom pristupu; glavni um projekta Steinar 'Sverd' Johnsen i njegova kozmička posada, koja se sastoji od nekadašnjih i sadašnjih članova sastava kao što su Ulver, Mayhem, Dimmu Borgir, Borknagar i Ved Buens Ende, otada preskaču vlastito tanko uže između genijalnosti i ludosti. Budući da je svako njegovo glazbeno izdanje svojevrsno međuzvjezdano putovanje i uvijek ispred vlastita vremena, Arcturus se može s pravom smatrati oličenjem avangardnog metala..."
Dana 27. ožujka 2015. Arcturus je izdao prvi singl s Arcturiana pod imenom "The Arcturian Sign". Arcturian se pojavio na petnaestom mjestu službene njemačke ljestvice albuma.

## Članovi sastava
| Trenutna postava - Jan Axel "Hellhammer" Blomberg - bubnjevi (1991. – 2007., 2011. – danas) - Steinar Sverd Johnsen - gitara (1991), klavijature (1991. – 2007., 2011. – danas) - Hugh "Skoll" Mingay - bas-gitara (1995. – 2000., 2002. – 2007., 2011. – danas) - Knut Magne Valle - gitara (1995. – 2007., 2011. – danas) - ICS Vortex - vokali (2005. – 2007., 2011. – danas) - Sebastian Grouchot - violina (uživo) (2015. – danas) | Bivši članovi - Marius Vold - bas-gitara, vokali (1991.) - Samoth - bas-gitara, gitara (1993. – 1995.) - Garm - vokali (1993. – 2003.) - Carl August Tidemann - gitara (1996. – 1997.) - Dag F. Gravem - bas-gitara (2001. – 2002.) - Øyvind Hægeland - vokali (uživo) (2003. – 2005.) - Tore Moren - gitara (2003. – 2007.) |

## Diskografija
Studijski albumi
- Aspera Hiems Symfonia (1996.)
- La Masquerade Infernale (1997.)
- The Sham Mirrors (2002.)
- Sideshow Symphonies (2005.)
- Arcturian (2015.)

EP-ovi
- Constellation (1994.)

Singlovi
- My Angel (1991.)

Kompilacije
- Disguised Masters (1999.)
- Aspera Hiems Symfonia/Constellation/My Angel (2002.)

Koncertni albumi
- Shipwrecked in Oslo (2006.)

Split albumi
- True Kings of Norway (2000.)

## Vanjske poveznice
- Starija službena stranica s intervjuima, tekstovima i recenzijama  Arhivirana inačica izvorne stranice od 5. veljače 2012. (Wayback Machine)
- Arcturus na Allmusicu